# Серафина з Санліса
«Серафина з Санліса» (фр. Séraphine) — кінофільм режисера Мартена Прово, що вийшов на екрани в 2008 році. Фільм розповідає про життя французької художниці Серафини Луї, відомої також як Серафина з Санліса.

## Зміст
Початок двадцятого століття. Вільгельм Уде — багатий меценат і великий поціновувач мистецтва. Він перший оцінив творчість таких відомих художників як Пікассо та Анрі Руссо. Однак столичне життя стомило його, і Вільгельм їде у провінцію, щоб побути наодинці з собою. Там він наймає нову домробітницю, яка виявляється талановитим живописцем-самоучкою. Уде захоплений її здібностями і поступово його почуття до неї стають все глибшими…

## Ролі
- Йоланда Моро — Серафина Луї
- Ульріх Тукур — Вільгельм Уде
- Енн Беннент — Анна-Марія Уде
- Женев'єва Мніш — мадам Дюфо
- Ніко Рогнер — Гельмут
- Аделаїда Леру — Мінуш
- Серж Ларівьєр — Дюваль

### Нагороди
- 2009 — 7 премій «Сезар»: найкращий фільм, акторка (Іоланда Моро), операторська робота (Лоран Брюне), оригінальний сценарій (Мартен Прово, Марк Абдельнур), музика до фільму (Мішель Галассо), декорації (Тьєррі Франсуа), костюми (Маделен Фонтен)

### Номінації
- 2009 — 2 номінації на премію «Сезар»: найкращий режисер (Мартен Прово) і звук
- 2009 — номінація на премію Європейської кіноакадемії найкращій акторці (Іоланда Моро).